# Мушкарци иза сунца
Мушкарци иза сунца (енгл. Men Behind The Sun) Кинески је историјски филм, редитеља Т.Ф Моу. Филм је у вези злодела од стране Јапана током другог светског рата, то јест Јединице 731, концентрационог кампа где су Јапанци радили експерименте над Русима и Кинезима.

## Радња
Група младих дечака, послати су у Омладински корпус, да раде за Јединицу 731, коју предводи Доктор Схиро Исхии. Убрзо дечаци капирају где се налазе, и гледају експерименте над Кинезима и Русима.